# Spital in Angst
Spital in Angst ist ein schweizerisch-österreichischer TV-Actionthriller aus dem Jahre 2001. Regie führte Michael Steiner. Er wurde am 11. September 2003 auf DVD veröffentlicht.

## Handlung
Der ehemalige Diktator aus Kenyasa, Tarek Benin, liegt in der Aareklinik in Bern auf der Intensivstation und wartet auf eine Operation. Plötzlich stürmen Geiselnehmer die Klinik. Sie wollen die Operation erst zulassen, wenn die Regierung die Schweizer Konten des Ex-Herrschers freigibt. Die junge Ärztin Katrin Staub gerät mitten in den Konflikt zwischen dem Geiselnehmerführer Ben Nagib, dem Chefarzt Portmann sowie ihrem Freund Thomas Forster.